# 4. tankovskogrenadirska brigada (Österreichisches Bundesheer)
4. tankovskogrenadirska brigada je mehanizirana brigada, ki deluje v sestavi Kopenskih sil Avstrijskih zveznih oboroženih sil.

## Zgodovina
Enota je bila ustanovljena leta 1963.

## Sestava
- Poveljstvo brigade (Linz)
- 4. oklepni štabni bataljon (Linz)
- 4. izvidniški in artilerijski bataljon (Allensteig, Horn)
- 12. lovski bataljon (Amstetten)
- 14. oklepni bataljon (Wels)
- 13. tankovskogrenadirski bataljon (Ried, Innkreis)